# Ernest Walton
Ernest Thomas Sinton Walton (Dungarvan, 6 ottobre 1903 – Belfast, 25 giugno 1995) è stato un fisico irlandese, vincitore, insieme a John Cockcroft, del premio Nobel per la fisica nel 1951, per «il loro lavoro pionieristico sulla mutazione dei nuclei atomici tramite particelle atomiche accelerate artificialmente».